# Vasilați
Vasilați è un comune della Romania di 4 244 abitanti, ubicato del distretto di Călărași, nella regione storica della Muntenia.
Il comune è formato dall'unione di 3 villaggi: Nuci, Popești, Vasilați.